# FINA Water Polo World League 2009 (maschile)
La World League maschile di pallanuoto 2009 è stata l'8ª edizione della manifestazione che organizzata annualmente dalla FINA. Si è disputata in due fasi, un turno preliminare e la cosiddetta Super Final, svoltasi in Montenegro.
Al turno preliminare hanno partecipato 18 nazionali suddivise in tre zone geografiche: Europa, Asia/Oceania e Africa. Per quanto riguarda le Americhe l'unica nazionale ammessa è stata quella degli Stati Uniti che si è automaticamente qualificata alla fase finale senza partecipare a turni preliminari.

## Turno di qualificazione

### Africa
- Casablanca,  Marocco

|    | Squadra   | Pti | G | V | VR | PR | P | GF  | GS  | Diff |
| -- | --------- | --- | - | - | -- | -- | - | --- | --- | ---- |
| 1. | Sudafrica | 18  | 6 | 6 | 0  | 0  | 0 | 216 | 17  | +199 |
| 2. | Algeria   | 12  | 6 | 4 | 0  | 0  | 2 | 62  | 72  | -10  |
| 3. | Marocco   | 6   | 6 | 2 | 0  | 0  | 4 | 68  | 71  | -3   |
| 4. | Libia     | 0   | 6 | 0 | 0  | 0  | 6 | 4   | 190 | -186 |

- 21 maggio

| Marocco | 3 - 23 | Sudafrica |
| Algeria | 26 - 1 | Libia     |

- 22 maggio

| Marocco   | 27 - 1 | Libia   |
| Sudafrica | 25 - 6 | Algeria |
| Sudafrica | 42 - 0 | Libia   |
| Algeria   | 8 - 6  | Marocco |

- 23 maggio

| Marocco   | 21 - 1 | Libia   |
| Sudafrica | 34 - 2 | Algeria |
| Sudafrica | 60 - 0 | Libia   |
| Algeria   | 6 - 5  | Marocco |

- 24 maggio

| Marocco | 6 - 32 | Sudafrica |
| Algeria | 14 - 1 | Libia     |

### Asia/Oceania
|    | Squadra       | Pti | G | V | VR | PR | P | GF | GS | Diff |
| -- | ------------- | --- | - | - | -- | -- | - | -- | -- | ---- |
| 1. | Australia     | 18  | 6 | 6 | 0  | 0  | 0 | 93 | 27 | +66  |
| 2. | Giappone      | 12  | 6 | 4 | 0  | 0  | 2 | 73 | 58 | +15  |
| 3. | Iran          | 5   | 6 | 1 | 1  | 0  | 4 | 49 | 85 | -36  |
| 4. | Nuova Zelanda | 1   | 6 | 0 | 0  | 1  | 5 | 45 | 90 | -45  |

- Adelaide,  Australia
- 22 maggio

| Giappone  | 15 - 7 | Nuova Zelanda |
| Australia | 13 - 1 | Iran          |

- 23 maggio

| Australia | 12 - 3 | Nuova Zelanda |
| Giappone  | 18 - 9 | Iran          |

- 24 maggio

| Iran      | 12 - 8 | Nuova Zelanda |
| Australia | 15 - 8 | Giappone      |

- Auckland,  Nuova Zelanda
- 29 maggio

| Giappone  | 14 - 6 | Iran          |
| Australia | 22 - 5 | Nuova Zelanda |

- 30 maggio

| Australia | 19 - 7 | Iran          |
| Giappone  | 15 - 9 | Nuova Zelanda |

- 31 maggio

| Giappone  | 14 - 13 (rig) | Nuova Zelanda |
| Australia | 12 - 3        | Giappone      |

### Europa
Il torneo europeo è suddiviso in tre gironi da 3 e 4 squadre ciascuno. Si gioca secondo la modalità andata e ritorno e si qualificano alla fase finale le prime di ciascun girone. Il Montenegro è già qualificato automaticamente in qualità di nazione ospitante, ma è comunque inquadrato nel gruppo B del turno preliminare, dove pertanto, accanto al Montenegro, si qualifica la nazione meglio classificata delle due rimanenti. In origine erano incluse anche la plurimedagliata nazionale ungherese e la neonata britannica (inquadrate rispettivamente nel gruppo A e nel gruppo B), in seguito ritiratesi.

Il totale delle squadre europee qualificate alla fase finale sarà così di 4.

#### Gruppo A
|   | Squadra | Pti | G | V | VR | PR | P | GF | GS |
| - | ------- | --- | - | - | -- | -- | - | -- | -- |
| 1 | Serbia  | 12  | 4 | 4 | 0  | 0  | 0 | 46 | 23 |
| 2 | Grecia  | 6   | 4 | 2 | 0  | 0  | 2 | 41 | 37 |
| 3 | Francia | 0   | 4 | 0 | 0  | 0  | 4 | 25 | 52 |

21 gennaio
| Serbia | 12 – 6 | Francia |

17 febbraio
| Grecia | 16 – 6 | Francia |

10 marzo
| Grecia | 6 – 11 | Serbia |

14 aprile
| Francia | 4 – 12 | Serbia |

5 maggio
| Francia | 9 – 12 | Grecia |

12 maggio
| Serbia | 11 – 7 | Grecia |

#### Gruppo B
|   | Squadra    | Pti | G | V | VR | PR | P | GF | GS |
| - | ---------- | --- | - | - | -- | -- | - | -- | -- |
| 1 | Montenegro | 12  | 4 | 4 | 0  | 0  | 0 | 41 | 26 |
| 2 | Italia     | 3   | 4 | 1 | 0  | 0  | 3 | 30 | 31 |
| 3 | Romania    | 3   | 4 | 1 | 0  | 0  | 3 | 30 | 44 |

21 gennaio
| Italia | 10 – 2 | Romania |

17 febbraio
| Montenegro | 13 – 7 | Romania |

10 marzo
| Italia | 6 – 8 | Montenegro |

15 aprile
| Romania | 12 – 10 | Italia |

5 maggio
| Romania | 9 – 11 | Montenegro |

12 maggio
| Montenegro | 9 – 4 | Italia |

#### Gruppo C
|   | Squadra  | Pti | G | V | VR | PR | P | GF | GS |
| - | -------- | --- | - | - | -- | -- | - | -- | -- |
| 1 | Croazia  | 15  | 6 | 5 | 0  | 0  | 1 | 69 | 48 |
| 2 | Spagna   | 11  | 6 | 3 | 1  | 0  | 2 | 51 | 49 |
| 3 | Germania | 6   | 6 | 2 | 0  | 0  | 4 | 46 | 57 |
| 4 | Russia   | 4   | 6 | 1 | 0  | 1  | 4 | 54 | 66 |

21 gennaio
| Croazia | 12 – 7 | Russia   |
| Spagna  | 8 – 7  | Germania |

17 febbraio
| Croazia | 13 – 7       | Germania |
| Spagna  | 14 – 13 (tr) | Russia   |

10 marzo
| Croazia | 11 – 8 | Spagna   |
| Russia  | 7 – 10 | Germania |

31 marzo
| Germania | 6 – 8 | Spagna |

14 aprile
| Russia | 12 – 15 | Croazia |

5 maggio
| Germania | 5 – 11 | Croazia |

8 maggio
| Russia | 5 – 4 | Spagna |

12 maggio
| Spagna   | 9 – 7   | Croazia |
| Germania | 11 – 10 | Russia  |

## Super Final

### Fase preliminare

#### Gruppo A
|   | Squadra     | Pts | G | V | N | P | GF | GS | DR  |
| - | ----------- | --- | - | - | - | - | -- | -- | --- |
| 1 | Serbia      | 9   | 3 | 3 | 0 | 0 | 28 | 17 | +11 |
| 2 | Stati Uniti | 6   | 3 | 2 | 0 | 1 | 31 | 19 | +12 |
| 3 | Italia      | 3   | 3 | 1 | 0 | 2 | 24 | 22 | +2  |
| 4 | Giappone    | 0   | 3 | 0 | 0 | 3 | 15 | 40 | -25 |

- 16 giugno

| Stati Uniti | 10 – 6 | Italia   |
| Serbia      | 12 – 6 | Giappone |

- 17 giugno

| Serbia      | 6 – 4  | Italia   |
| Stati Uniti | 14 – 3 | Giappone |

- 18 giugno

| Giappone | 6 – 14 | Italia      |
| Serbia   | 10 – 7 | Stati Uniti |

#### Gruppo B
|   | Squadra    | Pts | G | V | N | P | GF | GS | DR  |
| - | ---------- | --- | - | - | - | - | -- | -- | --- |
| 1 | Montenegro | 9   | 3 | 3 | 0 | 0 | 36 | 16 | +20 |
| 2 | Croazia    | 6   | 3 | 2 | 0 | 1 | 28 | 21 | +7  |
| 3 | Australia  | 3   | 3 | 1 | 0 | 2 | 23 | 19 | +4  |
| 4 | Sudafrica  | 0   | 3 | 0 | 0 | 3 | 12 | 43 | -31 |

- 16 giugno

| Australia  | 6 – 9  | Croazia   |
| Montenegro | 18 – 5 | Sudafrica |

- 17 giugno

| Australia  | 13 – 4 | Sudafrica |
| Montenegro | 12 – 7 | Croazia   |

- 18 giugno

| Sudafrica  | 3 – 12 | Croazia   |
| Montenegro | 6 – 4  | Australia |

### Fase Finale

#### Quarti di finale
- 19 giugno

| Stati Uniti | 10 – 6 | Australia  |
| Italia      | 6 – 8  | Croazia    |
| Serbia      | 16 – 2 | Sudafrica  |
| Giappone    | 2 – 18 | Montenegro |

#### Semifinali
- 20 giugno

| Stati Uniti | 6 – 10 | Montenegro |
| Croazia     | 7 – 5  | Serbia     |

##### 5º - 8º posto
- 20 giugno

| Australia | 12 – 6 | Giappone  |
| Italia    | 14 – 3 | Sudafrica |

#### Finali

##### 7º posto
- 21 giugno

| Giappone | 11 – 9 | Sudafrica |

##### 5º posto
- 21 giugno

| Australia | 10 – 11 | Italia |

##### 3º posto
- 21 giugno

| Stati Uniti | 7 – 9 | Serbia |

##### 1º posto
- 21 giugno

| Montenegro | 8 – 7 | Croazia |

## Classifica finale
| Pos. | Squadra     |
| ---- | ----------- |
|      | Montenegro  |
|      | Croazia     |
|      | Serbia      |
| 4    | Stati Uniti |
| 5    | Italia      |
| 6    | Australia   |
| 7    | Giappone    |
| 8    | Sudafrica   |

## Classifica marcatori
|  | Gol | Marcatore         | Squadra     |
|  | --- | ----------------- | ----------- |
|  | 16  | Nikola Janović    | Montenegro  |
|  | 14  | Boris Zloković    | Montenegro  |
|  | 9   | Srdan Antonijević | Croazia     |
|  | 9   | Tony Azevedo      | Stati Uniti |
|  | 9   | Mlađan Janović    | Montenegro  |
|  | 9   | Pierre Le Roux    | Sudafrica   |